# Campeonato Mundial de Voleibol Femenino Sub-20 de 2019
El Campeonato Mundial de Voleibol Femenino Sub-20 de 2019 fue la XX edición del torneo mundial de selecciones nacionales femeninas categoría sub-20 de la Federación Internacional de Voleibol (FIVB). Se llevó a cabo en México del 12 al 21 de julio de 2019.
El certamen fue organizado por la Federación Mexicana de Voleibol (FMVB) bajo la supervisión de la FIVB.

## Proceso de clasificación
| Confederación         | Método de Clasificación                                     | Fecha                                       | Lugar                    | Cupos | Equipo                                           |  |
| --------------------- | ----------------------------------------------------------- | ------------------------------------------- | ------------------------ | ----- | ------------------------------------------------ |  |
| FIVB                  | Anfitrión                                                   |                                             | Lausana, Suiza           | 1     | México                                           |  |
| FIVB                  | Ranking Mundial FIVB Sub-20                                 | 1 de enero de 2019                          | Lausana, Suiza           | 5     | Turquía Polonia República Dominicana Serbia Perú |  |
| AVC                   | Campeonato Asiático de Voleibol Femenino Sub-19 de 2018     | Del 10 al 17 de junio de 2018               | Bắc Ninh, Vietnam        | 2     | Japón China                                      |  |
| NORCECA               | Campeonato NORCECA de Voleibol Femenino Sub-20 de 2018      | Del 16 al 24 de junio de 2018               | Aguascalientes, México   | 1     | Estados Unidos                                   |  |
| CAVB                  | Campeonato Africano de Voleibol Femenino Sub-20 de 2018     | Del 26 de agosto al 2 de septiembre de 2018 | Nairobi, Kenia           | 2     | Egipto Ruanda                                    |  |
| CEV                   | Campeonato Europeo de Voleibol Femenino Sub-19 de 2018      | Del 1 al 9 de septiembre de 2018            | Tirana y Durrës, Albania | 2     | Italia Rusia                                     |  |
| CSV                   | Campeonato Sudamericano de Voleibol Femenino Sub-20 de 2018 | Del 16 al 21 de octubre de 2018             | Lima, Perú               | 2     | Brasil Argentina                                 |  |
| América (NORCECA/CSV) | Copa Panamericana de Voleibol Femenino Sub-20 de 2019       | Del 13 al 18 de mayo de 2019                | Lima, Perú               | 1     | Cuba                                             |  |
| Total                 | Total                                                       | Total                                       | Total                    | 16    |                                                  |  |

## Organización

### País anfitrión y ciudades sedes
| León | Aguascalientes                                       |
| --- | ---------------------------------------------------- |
| Domo de la Feria | Poliforum Deportivo y Cultural Universitario Morelos |
| Capacidad: 5000 espectadores                                                                                        | Capacidad: 3446 espectadores                         |
| |                                                      |
| LeónAguascalientesLeón y Aguascalientes, ciudades sedes del Campeonato Mundial de Voleibol Femenino Sub-20 de 2019. |                                                      |

#### Recintos
Se oficializaron el Domo de la Feria, de la ciudad de León y el Poliforum Deportivo y Cultural Universitario Morelos, de Aguascalientes, como los recintos donde se desarrollarán los partidos.

### Formato de competición
El torneo se desarrolla dividido en tres rondas.
En la primera ronda las 16 selecciones fueron repartidas en 4 grupos de 4 equipos, en cada grupo se jugó con un sistema de todos contra todos y los equipos fueron clasificados de acuerdo a los siguientes criterios:
1. Partidos ganados.
2. Puntos obtenidos, los cuales son otorgados de la siguiente manera:
  - Partido con resultado final 3-0 o 3-1: 3 puntos al ganador y 0 puntos al perdedor.
  - Partido con resultado final 3-2: 2 puntos al ganador y 1 punto al perdedor.
3. Proporción entre los sets ganados y los sets perdidos (Sets ratio).
4. Proporción entre los puntos ganados y los puntos perdidos (Puntos ratio).
5. Si el empate en puntos ratio persiste entre dos equipos se le da prioridad al equipo que haya ganado el último partido entre los equipos implicados.
6. Si el empate en puntos ratio es entre tres o más equipos se elabora una nueva clasificación tomando en consideración solo los partidos jugados entre los equipos implicados.

Al finalizar los partidos de la primera ronda y de acuerdo a la ubicación obtenida en su respectivo grupo cada una de las 16 selecciones pasaron a conformar uno de los cuatro grupos de la siguiente ronda. 
En la segunda ronda, los dos primeros lugares de cada grupo en la primera ronda fueron distribuidos en dos grupos (E y F) de cuatro equipos, por otro lado, los dos últimos lugares de cada grupo de la primera fase también fueron distribuidos en dos grupos (G y H) de cuatro equipos. Los cuatro grupos de la segunda ronda se jugaron con el mismo sistema de la fase anterior y los equipos fueron clasificados bajo los mismos criterios.
La distribución de los equipos en los grupos de la segunda ronda fue de la siguiente manera:
- Grupo E: 1.° del grupo A, 2.° del grupo B, 1.° del grupo C y 2.° del grupo D
- Grupo F: 1.° del grupo B, 2.° del grupo A, 1.° del grupo D y 2.° del grupo C
- Grupo G: 3.° del grupo A, 4.° del grupo B, 3.° del grupo C y 4.° del grupo D
- Grupo H: 3.° del grupo B, 4.° del grupo A, 3.° del grupo D y 4.° del grupo C

Al finalizar los partidos de la segunda ronda y de acuerdo a la ubicación obtenida en su respectivo grupo los equipos de los grupos G y H pasaron a disputar los partidos de clasificación del noveno al decimosexto lugar mientras que los equipos de los grupos E y F disputaron los partidos de clasificación del primer al octavo lugar en la siguiente ronda.
En la ronda final los dos últimos lugares de los grupos G y H disputaron los play-offs para definir los puestos 13.° al 16.° y los primeros lugares de ambos grupos para determinar los puestos 9.° al 12°. Los dos últimos lugares de los grupos E y F disputaron los play-offs para definir los puestos 5.° al 8.°, finalmente, los primeros dos lugares de los grupos E y F definieron los puestos 1.° al 4.° mediante play-offs consistentes en semifinales con los perdedores jugando el partido por el tercer lugar y los ganadores disputando la final, partido en el cual se determina al campeón del torneo.
Todos los play-offs de clasificación se jugaron bajo el mismo sistema usado en la definición de los primeros cuatro puestos.

### Conformación de los grupos
| Grupo A                                       | Grupo B                   | Grupo C                        | Grupo D                                  |
| --------------------------------------------- | ------------------------- | ------------------------------ | ---------------------------------------- |
| México (Anfitrión) Estados Unidos Italia Cuba | China Polonia Egipto Perú | Rusia Turquía Argentina Serbia | Japón Brasil República Dominicana Ruanda |

## Resultados
- Las horas indicadas corresponden al huso horario local de Aguascalientes y León (Horario de verano del Tiempo del centro – CDT): UTC-5.

### Primera ronda
– Clasificado a la Segunda ronda-Grupo E.      – Clasificado a la Segunda ronda-Grupo F.      – Clasificado a la Segunda ronda-Grupo G.      – Clasificado a la Segunda ronda-Grupo H.

#### Grupo A
- Sede: Auditorio Morelos, Aguascalientes.

| Pos. | Equipo         | Partidos | Partidos | Partidos | Pts. | Sets | Sets | Sets  | Puntos | Puntos | Puntos |
| Pos. | Equipo         | PJ       | PG       | PP       | Pts. | SG   | SP   | Ratio | PG     | PP     | Ratio  |
| ---- | -------------- | -------- | -------- | -------- | ---- | ---- | ---- | ----- | ------ | ------ | ------ |
| 1    | Italia         | 3        | 3        | 0        | 9    | 9    | 1    | 9.000 | 252    | 211    | 1.194  |
| 2    | Estados Unidos | 3        | 2        | 1        | 6    | 7    | 3    | 2.333 | 251    | 225    | 1.116  |
| 3    | México         | 3        | 1        | 2        | 3    | 3    | 7    | 0.428 | 214    | 232    | 0.922  |
| 4    | Cuba           | 3        | 0        | 3        | 0    | 1    | 9    | 0.111 | 194    | 243    | 0.798  |

| Fecha       | Hora  | Equipo 1       | Res.  | Equipo 2       | Set 1 | Set 2 | Set 3 | Set 4 | Set 5 | Total     | Reporte |
| ----------- | ----- | -------------- | ----- | -------------- | ----- | ----- | ----- | ----- | ----- | --------- | ------- |
| 12 de julio | 12:30 | Estados Unidos | 1 – 3 | Italia         | 26-28 | 25-18 | 28-30 | 22-25 |       | 101 – 101 | P2      |
| 12 de julio | 20:00 | México         | 3 – 1 | Cuba           | 25-16 | 18-25 | 25-17 | 25-23 |       | 93 – 81   | P2      |
| 13 de julio | 12:30 | Cuba           | 0 – 3 | Italia         | 20-25 | 13-25 | 17-25 |       |       | 50 – 75   | P2      |
| 13 de julio | 20:00 | México         | 0 – 3 | Estados Unidos | 17-25 | 23-25 | 21-25 |       |       | 61 – 75   | P2      |
| 14 de julio | 12:30 | Estados Unidos | 3 – 0 | Cuba           | 25-20 | 25-23 | 25-20 |       |       | 75 – 63   | P2      |
| 14 de julio | 20:00 | Italia         | 3 – 0 | México         | 26-24 | 25-21 | 25-15 |       |       | 76 – 60   | P2      |

#### Grupo B
- Sede: Domo de la Feria, León.

| Pos. | Equipo  | Partidos | Partidos | Partidos | Pts. | Sets | Sets | Sets  | Puntos | Puntos | Puntos |
| Pos. | Equipo  | PJ       | PG       | PP       | Pts. | SG   | SP   | Ratio | PG     | PP     | Ratio  |
| ---- | ------- | -------- | -------- | -------- | ---- | ---- | ---- | ----- | ------ | ------ | ------ |
| 1    | Polonia | 3        | 2        | 1        | 7    | 8    | 3    | 2.666 | 236    | 217    | 1.087  |
| 2    | China   | 3        | 2        | 1        | 6    | 8    | 5    | 1.600 | 301    | 248    | 1.213  |
| 3    | Perú    | 3        | 2        | 1        | 5    | 6    | 5    | 1.200 | 248    | 235    | 1.055  |
| 4    | Egipto  | 3        | 0        | 3        | 0    | 0    | 9    | 0.000 | 140    | 225    | 0.622  |

| Fecha       | Hora  | Equipo 1 | Res.  | Equipo 2 | Set 1 | Set 2 | Set 3 | Set 4 | Set 5 | Total     | Reporte |
| ----------- | ----- | -------- | ----- | -------- | ----- | ----- | ----- | ----- | ----- | --------- | ------- |
| 12 de julio | 12:30 | China    | 2 – 3 | Perú     | 27-29 | 25-18 | 19-25 | 25-20 | 17-19 | 113 – 111 | P2      |
| 12 de julio | 15:00 | Polonia  | 3 – 0 | Egipto   | 25-17 | 25-14 | 25-11 |       |       | 75 – 42   | P2      |
| 13 de julio | 12:30 | Perú     | 3 – 0 | Egipto   | 25-16 | 25-15 | 25-16 |       |       | 75 – 47   | P2      |
| 13 de julio | 15:00 | China    | 3 – 2 | Polonia  | 23-25 | 25-17 | 25-12 | 25-27 | 15-5  | 113 – 86  | P2      |
| 14 de julio | 12:30 | Polonia  | 3 – 0 | Perú     | 25-22 | 25-20 | 25-20 |       |       | 75 – 62   | P2      |
| 14 de julio | 15:00 | Egipto   | 0 – 3 | China    | 18-25 | 20-25 | 13-25 |       |       | 51 – 75   | P2      |

#### Grupo C
- Sede: Domo de la Feria, León.

| Pos. | Equipo    | Partidos | Partidos | Partidos | Pts. | Sets | Sets | Sets  | Puntos | Puntos | Puntos |
| Pos. | Equipo    | PJ       | PG       | PP       | Pts. | SG   | SP   | Ratio | PG     | PP     | Ratio  |
| ---- | --------- | -------- | -------- | -------- | ---- | ---- | ---- | ----- | ------ | ------ | ------ |
| 1    | Rusia     | 3        | 3        | 0        | 8    | 9    | 3    | 3.000 | 278    | 246    | 1.130  |
| 2    | Turquía   | 3        | 2        | 1        | 5    | 8    | 7    | 1.142 | 301    | 302    | 0.996  |
| 3    | Serbia    | 3        | 1        | 2        | 3    | 6    | 8    | 0.750 | 297    | 297    | 1.000  |
| 4    | Argentina | 3        | 0        | 3        | 2    | 4    | 9    | 0.444 | 250    | 281    | 0.890  |

| Fecha       | Hora  | Equipo 1  | Res.  | Equipo 2  | Set 1 | Set 2 | Set 3 | Set 4 | Set 5 | Total    | Reporte |
| ----------- | ----- | --------- | ----- | --------- | ----- | ----- | ----- | ----- | ----- | -------- | ------- |
| 12 de julio | 17:30 | Rusia     | 3 – 1 | Serbia    | 25-21 | 30-28 | 21-25 | 25-22 |       | 101 – 96 | P2      |
| 12 de julio | 20:00 | Turquía   | 3 – 2 | Argentina | 23-25 | 25-18 | 25-21 | 21-25 | 15-7  | 109 – 96 | P2      |
| 13 de julio | 17:30 | Serbia    | 3 – 2 | Argentina | 13-25 | 19-25 | 25-22 | 25-12 | 15-13 | 97 – 97  | P2      |
| 13 de julio | 20:00 | Rusia     | 3 – 2 | Turquía   | 25-12 | 25-17 | 16-25 | 20-25 | 16-14 | 102 – 93 | P2      |
| 14 de julio | 17:30 | Turquía   | 3 – 2 | Serbia    | 18-25 | 25-23 | 25-23 | 16-25 | 15-8  | 99 – 104 | P2      |
| 14 de julio | 20:00 | Argentina | 0 – 3 | Rusia     | 21-25 | 16-25 | 20-25 |       |       | 57 – 75  | P2      |

#### Grupo D
- Sede: Auditorio Morelos, Aguascalientes.

| Pos. | Equipo               | Partidos | Partidos | Partidos | Pts. | Sets | Sets | Sets  | Puntos | Puntos | Puntos |
| Pos. | Equipo               | PJ       | PG       | PP       | Pts. | SG   | SP   | Ratio | PG     | PP     | Ratio  |
| ---- | -------------------- | -------- | -------- | -------- | ---- | ---- | ---- | ----- | ------ | ------ | ------ |
| 1    | Japón                | 3        | 3        | 0        | 9    | 9    | 0    | MAX   | 226    | 145    | 1.558  |
| 2    | Brasil               | 3        | 2        | 1        | 6    | 6    | 3    | 2.000 | 215    | 149    | 1.442  |
| 3    | República Dominicana | 3        | 1        | 2        | 3    | 3    | 6    | 0.500 | 177    | 198    | 0.893  |
| 4    | Ruanda               | 3        | 0        | 3        | 0    | 0    | 9    | 0.000 | 99     | 225    | 0.440  |

| Fecha       | Hora  | Equipo 1             | Res.  | Equipo 2             | Set 1 | Set 2 | Set 3 | Set 4 | Set 5 | Total   | Reporte |
| ----------- | ----- | -------------------- | ----- | -------------------- | ----- | ----- | ----- | ----- | ----- | ------- | ------- |
| 12 de julio | 15:00 | Japón                | 3 – 0 | Ruanda               | 25-8  | 25-9  | 25-4  |       |       | 75 – 21 | P2      |
| 12 de julio | 17:30 | Brasil               | 3 – 0 | República Dominicana | 25-12 | 25-11 | 25-20 |       |       | 75 – 43 | P2      |
| 13 de julio | 15:00 | Ruanda               | 0 – 3 | República Dominicana | 19-25 | 15-25 | 14-25 |       |       | 48 – 75 | P2      |
| 13 de julio | 17:30 | Japón                | 3 – 0 | Brasil               | 26-24 | 25-22 | 25-19 |       |       | 76 – 65 | P2      |
| 14 de julio | 15:00 | Brasil               | 3 – 0 | Ruanda               | 25-8  | 25-9  | 25-13 |       |       | 75 – 30 | P2      |
| 14 de julio | 17:30 | República Dominicana | 0 – 3 | Japón                | 15-25 | 21-25 | 23-25 |       |       | 59 – 75 | P2      |

### Segunda ronda
– Clasificados a las Semifinales.      – Clasificados a las Semifinales 5.° al 8.° puesto.      – Clasificados a las Semifinales 9.° al 12.° puesto.      – Clasificados a las Semifinales 13.° al 16.° puesto.

#### Grupo E
- Sede: Auditorio Morelos, Aguascalientes.

| Pos. | Equipo | Partidos | Partidos | Partidos | Pts. | Sets | Sets | Sets  | Puntos | Puntos | Puntos |
| Pos. | Equipo | PJ       | PG       | PP       | Pts. | SG   | SP   | Ratio | PG     | PP     | Ratio  |
| ---- | ------ | -------- | -------- | -------- | ---- | ---- | ---- | ----- | ------ | ------ | ------ |
| 1    | Italia | 3        | 2        | 1        | 7    | 8    | 3    | 2.666 | 254    | 233    | 1.090  |
| 2    | Rusia  | 3        | 2        | 1        | 5    | 6    | 5    | 1.200 | 242    | 229    | 1.056  |
| 3    | Brasil | 3        | 1        | 2        | 4    | 5    | 6    | 0.833 | 241    | 244    | 0.988  |
| 4    | China  | 3        | 1        | 2        | 2    | 3    | 8    | 0.375 | 221    | 252    | 0.876  |

| Fecha       | Hora  | Equipo 1 | Res.  | Equipo 2 | Set 1 | Set 2 | Set 3 | Set 4 | Set 5 | Total     | Reporte |
| ----------- | ----- | -------- | ----- | -------- | ----- | ----- | ----- | ----- | ----- | --------- | ------- |
| 16 de julio | 12:30 | Italia   | 3 – 0 | Brasil   | 27-25 | 25-21 | 25-18 |       |       | 77 – 64   | P2      |
| 16 de julio | 15:00 | China    | 0 – 3 | Rusia    | 15-25 | 14-25 | 23-25 |       |       | 52 – 75   | P2      |
| 17 de julio | 12:30 | Rusia    | 0 – 3 | Brasil   | 22-25 | 23-25 | 14-25 |       |       | 59 – 75   | P2      |
| 17 de julio | 15:00 | Italia   | 3 – 0 | China    | 25-19 | 25-22 | 25-20 |       |       | 75 – 61   | P2      |
| 18 de julio | 12:30 | China    | 3 – 2 | Brasil   | 25-21 | 23-25 | 25-20 | 20-25 | 15-11 | 108 – 102 | P2      |
| 18 de julio | 15:00 | Italia   | 2 – 3 | Rusia    | 25-22 | 25-21 | 21-25 | 20-25 | 11-15 | 102 – 108 | P2      |

#### Grupo F
- Sede: Auditorio Morelos, Aguascalientes.

| Pos. | Equipo         | Partidos | Partidos | Partidos | Pts. | Sets | Sets | Sets  | Puntos | Puntos | Puntos |
| Pos. | Equipo         | PJ       | PG       | PP       | Pts. | SG   | SP   | Ratio | PG     | PP     | Ratio  |
| ---- | -------------- | -------- | -------- | -------- | ---- | ---- | ---- | ----- | ------ | ------ | ------ |
| 1    | Japón          | 3        | 3        | 0        | 8    | 9    | 3    | 3.000 | 284    | 239    | 1.188  |
| 2    | Turquía        | 3        | 2        | 1        | 7    | 8    | 4    | 2.000 | 281    | 271    | 1.036  |
| 3    | Polonia        | 3        | 1        | 3        | 3    | 5    | 6    | 0.833 | 249    | 259    | 0.961  |
| 4    | Estados Unidos | 3        | 0        | 3        | 0    | 0    | 9    | 0.000 | 187    | 232    | 0.806  |

| Fecha       | Hora  | Equipo 1       | Res.  | Equipo 2       | Set 1 | Set 2 | Set 3 | Set 4 | Set 5 | Total     | Reporte |
| ----------- | ----- | -------------- | ----- | -------------- | ----- | ----- | ----- | ----- | ----- | --------- | ------- |
| 16 de julio | 17:30 | Polonia        | 1 – 3 | Turquía        | 26-24 | 23-25 | 21-25 | 18-25 |       | 88 – 99   | P2      |
| 16 de julio | 20:00 | Estados Unidos | 0 – 3 | Japón          | 18-25 | 15-25 | 20-25 |       |       | 53 – 75   | P2      |
| 17 de julio | 17:30 | Japón          | 3 – 2 | Turquía        | 22-25 | 20-25 | 25-15 | 25-19 | 18-16 | 110 – 100 | P2      |
| 17 de julio | 20:00 | Polonia        | 3 – 0 | Estados Unidos | 25-18 | 25-20 | 25-23 |       |       | 75 – 61   | P2      |
| 18 de julio | 17:30 | Estados Unidos | 0 – 3 | Turquía        | 23-25 | 20-25 | 30-32 |       |       | 73 – 82   | P2      |
| 18 de julio | 20:00 | Polonia        | 1 – 3 | Japón          | 20-25 | 26-24 | 21-25 | 19-25 |       | 86 – 99   | P2      |

#### Grupo G
- Sede: Domo de la Feria, León.

| Pos. | Equipo | Partidos | Partidos | Partidos | Pts. | Sets | Sets | Sets  | Puntos | Puntos | Puntos |
| Pos. | Equipo | PJ       | PG       | PP       | Pts. | SG   | SP   | Ratio | PG     | PP     | Ratio  |
| ---- | ------ | -------- | -------- | -------- | ---- | ---- | ---- | ----- | ------ | ------ | ------ |
| 1    | México | 3        | 3        | 0        | 9    | 9    | 1    | 9.000 | 246    | 182    | 1.351  |
| 2    | Serbia | 3        | 2        | 1        | 6    | 7    | 3    | 2.333 | 233    | 182    | 1.280  |
| 3    | Egipto | 3        | 1        | 2        | 3    | 3    | 6    | 0.500 | 177    | 205    | 0.863  |
| 4    | Ruanda | 3        | 0        | 3        | 0    | 0    | 9    | 0.000 | 138    | 225    | 0.613  |

| Fecha       | Hora  | Equipo 1 | Res.  | Equipo 2 | Set 1 | Set 2 | Set 3 | Set 4 | Set 5 | Total   | Reporte |
| ----------- | ----- | -------- | ----- | -------- | ----- | ----- | ----- | ----- | ----- | ------- | ------- |
| 16 de julio | 15:00 | Egipto   | 0 – 3 | Serbia   | 20-25 | 15-25 | 15-25 |       |       | 50 – 75 | P2      |
| 16 de julio | 17:30 | México   | 3 – 0 | Ruanda   | 25-14 | 25-17 | 25-16 |       |       | 75 – 47 | P2      |
| 17 de julio | 12:30 | Serbia   | 3 – 0 | Ruanda   | 25-12 | 25-12 | 25-12 |       |       | 75 – 36 | P2      |
| 17 de julio | 17:30 | México   | 3 – 0 | Egipto   | 25-20 | 25-17 | 25-15 |       |       | 75 – 52 | P2      |
| 18 de julio | 12:30 | Egipto   | 3 – 0 | Ruanda   | 25-18 | 25-18 | 25-19 |       |       | 75 – 55 | P2      |
| 18 de julio | 17:30 | México   | 3 – 1 | Serbia   | 21-25 | 25-19 | 25-21 | 25-18 |       | 96 – 83 | P2      |

#### Grupo H
- Sede: Domo de la Feria, León.

| Pos. | Equipo               | Partidos | Partidos | Partidos | Pts. | Sets | Sets | Sets  | Puntos | Puntos | Puntos |
| Pos. | Equipo               | PJ       | PG       | PP       | Pts. | SG   | SP   | Ratio | PG     | PP     | Ratio  |
| ---- | -------------------- | -------- | -------- | -------- | ---- | ---- | ---- | ----- | ------ | ------ | ------ |
| 1    | Argentina            | 3        | 3        | 0        | 9    | 9    | 1    | 9.000 | 243    | 201    | 1.208  |
| 2    | Perú                 | 3        | 2        | 1        | 6    | 6    | 4    | 1.500 | 232    | 222    | 1.045  |
| 3    | República Dominicana | 3        | 1        | 2        | 2    | 4    | 8    | 0.500 | 254    | 274    | 0.927  |
| 4    | Cuba                 | 3        | 0        | 3        | 1    | 3    | 9    | 0.333 | 247    | 279    | 0.885  |

| Fecha       | Hora  | Equipo 1             | Res.  | Equipo 2             | Set 1 | Set 2 | Set 3 | Set 4 | Set 5 | Total     | Reporte |
| ----------- | ----- | -------------------- | ----- | -------------------- | ----- | ----- | ----- | ----- | ----- | --------- | ------- |
| 16 de julio | 12:30 | Perú                 | 0 – 3 | Argentina            | 23-25 | 17-25 | 22-25 |       |       | 62 – 75   | P2      |
| 16 de julio | 20:00 | Cuba                 | 2 – 3 | República Dominicana | 20-25 | 20-25 | 25-22 | 25-19 | 16-18 | 106 – 109 | P2      |
| 17 de julio | 15:00 | República Dominicana | 0 – 3 | Argentina            | 19-25 | 16-25 | 21-25 |       |       | 56 – 75   | P2      |
| 17 de julio | 20:00 | Perú                 | 3 – 0 | Cuba                 | 27-25 | 25-13 | 25-20 |       |       | 77 – 58   | P2      |
| 18 de julio | 15:00 | Cuba                 | 1 – 3 | Argentina            | 22-25 | 17-25 | 25-18 | 19-25 |       | 83 – 93   | P2      |
| 18 de julio | 20:00 | Perú                 | 3 – 1 | República Dominicana | 18-25 | 25-23 | 25-19 | 25-22 |       | 93 – 89   | P2      |

### Ronda final

#### Clasificación 13.º al 16.º puesto
- Sede: Domo de la Feria, León.

|  | Semifinales 13.º al 16.º puesto | Semifinales 13.º al 16.º puesto |   |        | Partido 13.º y 14.º puesto | Partido 13.º y 14.º puesto |  |
|  |                                 |                                 |   |        |                            |                            |  |
|  |                                 |                                 |   |        |                            |                            |  |
|  | Egipto                          | 1                               |   |        |                            |                            |  |
|  | Cuba                            | 3                               |   |        |                            |                            |  |
|  |                                 |                                 |   |        |                            |                            |  |
|  |                                 |                                 |   |        |                            |                            |  |
|  |                                 |                                 |   |        | Cuba                       | 0                          |  |
|  |                                 | República Dominicana            | 3 |        |                            |                            |  |
|  |                                 |                                 |   |        |                            |                            |  |
|  |                                 |                                 |   |        |                            |                            |  |
|  |                                 |                                 |   |        | Partido 15.º y 16.º puesto |                            |  |
|  |                                 |                                 |   |        |                            |                            |  |
|  | República Dominicana            | 3                               |   | Egipto | 3                          |                            |  |
|  | Ruanda                          | 0                               |   |        | Ruanda                     | 0                          |  |

##### Semifinales 13.º al 16.º puesto
| Fecha       | Hora  | Equipo 1             | Res.  | Equipo 2 | Set 1 | Set 2 | Set 3 | Set 4 | Set 5 | Total   | Reporte |
| ----------- | ----- | -------------------- | ----- | -------- | ----- | ----- | ----- | ----- | ----- | ------- | ------- |
| 20 de julio | 12:30 | Egipto               | 1 – 3 | Cuba     | 25-20 | 11-25 | 13-25 | 15-25 |       | 64 – 95 | P2      |
| 20 de julio | 15:00 | República Dominicana | 3 – 0 | Ruanda   | 25-14 | 25-13 | 25-21 |       |       | 75 – 48 | P2      |

##### Partido por el 15.º y 16.º puesto
| Fecha       | Hora  | Equipo 1 | Res.  | Equipo 2 | Set 1 | Set 2 | Set 3 | Set 4 | Set 5 | Total   | Reporte |
| ----------- | ----- | -------- | ----- | -------- | ----- | ----- | ----- | ----- | ----- | ------- | ------- |
| 21 de julio | 11:30 | Egipto   | 3 – 0 | Ruanda   | 25-20 | 26-24 | 26-24 |       |       | 77 – 68 | P2      |

##### Partido por el 13.º y 14.º puesto
| Fecha       | Hora  | Equipo 1 | Res.  | Equipo 2             | Set 1 | Set 2 | Set 3 | Set 4 | Set 5 | Total   | Reporte |
| ----------- | ----- | -------- | ----- | -------------------- | ----- | ----- | ----- | ----- | ----- | ------- | ------- |
| 21 de julio | 15:00 | Cuba     | 0 – 3 | República Dominicana | 23-25 | 24-25 | 22-25 |       |       | 69 – 75 | P2      |

#### Clasificación 9.º al 12.º puesto
- Sede: Domo de la Feria, León.

|  | Semifinales 9.º al 12.º puesto | Semifinales 9.º al 12.º puesto |   |           | Partido 9.º y 10.º puesto  | Partido 9.º y 10.º puesto |  |
|  |                                |                                |   |           |                            |                           |  |
|  |                                |                                |   |           |                            |                           |  |
|  | Argentina                      | 1                              |   |           |                            |                           |  |
|  | Serbia                         | 3                              |   |           |                            |                           |  |
|  |                                |                                |   |           |                            |                           |  |
|  |                                |                                |   |           |                            |                           |  |
|  |                                |                                |   |           | Serbia                     | 3                         |  |
|  |                                | México                         | 0 |           |                            |                           |  |
|  |                                |                                |   |           |                            |                           |  |
|  |                                |                                |   |           |                            |                           |  |
|  |                                |                                |   |           | Partido 11.º y 12.º puesto |                           |  |
|  |                                |                                |   |           |                            |                           |  |
|  | Perú                           | 2                              |   | Argentina | 3                          |                           |  |
|  | México                         | 3                              |   |           | Perú                       | 1                         |  |

##### Semifinales 9.º al 12.º puesto
| Fecha       | Hora  | Equipo 1  | Res.  | Equipo 2 | Set 1 | Set 2 | Set 3 | Set 4 | Set 5 | Total     | Reporte |
| ----------- | ----- | --------- | ----- | -------- | ----- | ----- | ----- | ----- | ----- | --------- | ------- |
| 20 de julio | 17:30 | Perú      | 2 – 3 | México   | 23-25 | 20-25 | 25-17 | 25-21 | 10-15 | 103 – 103 | P2      |
| 20 de julio | 20:00 | Argentina | 1 – 3 | Serbia   | 17-25 | 20-25 | 25-23 | 19-25 |       | 81 – 98   | P2      |

##### Partido por el 11.º y 12.º puesto
| Fecha       | Hora  | Equipo 1  | Res.  | Equipo 2 | Set 1 | Set 2 | Set 3 | Set 4 | Set 5 | Total   | Reporte |
| ----------- | ----- | --------- | ----- | -------- | ----- | ----- | ----- | ----- | ----- | ------- | ------- |
| 21 de julio | 20:00 | Argentina | 3 – 1 | Perú     | 25-23 | 25-18 | 23-25 | 26-24 |       | 99 – 90 | P2      |

##### Partido por el 9.º y 10.º puesto
| Fecha       | Hora  | Equipo 1 | Res.  | Equipo 2 | Set 1 | Set 2 | Set 3 | Set 4 | Set 5 | Total   | Reporte |
| ----------- | ----- | -------- | ----- | -------- | ----- | ----- | ----- | ----- | ----- | ------- | ------- |
| 21 de julio | 17:30 | Serbia   | 3 – 0 | México   | 25-23 | 25-18 | 26-24 |       |       | 76 – 65 | P2      |

#### Clasificación 5.º al 8.º puesto
- Sede: Auditorio Morelos, Aguascalientes.

|  | Semifinales 5.º al 8.º puesto | Semifinales 5.º al 8.º puesto |   |                | Partido 5.º y 6.º puesto | Partido 5.º y 6.º puesto |  |
|  |                               |                               |   |                |                          |                          |  |
|  |                               |                               |   |                |                          |                          |  |
|  | Brasil                        | 3                             |   |                |                          |                          |  |
|  | Estados Unidos                | 1                             |   |                |                          |                          |  |
|  |                               |                               |   |                |                          |                          |  |
|  |                               |                               |   |                |                          |                          |  |
|  |                               |                               |   |                | Brasil                   | 2                        |  |
|  |                               | Polonia                       | 3 |                |                          |                          |  |
|  |                               |                               |   |                |                          |                          |  |
|  |                               |                               |   |                |                          |                          |  |
|  |                               |                               |   |                | Partido 7.º y 8.º puesto |                          |  |
|  |                               |                               |   |                |                          |                          |  |
|  | Polonia                       | 3                             |   | Estados Unidos | 0                        |                          |  |
|  | China                         | 2                             |   |                | China                    | 3                        |  |

##### Semifinales 5.º al 8.º puesto
| Fecha       | Hora  | Equipo 1 | Res.  | Equipo 2       | Set 1 | Set 2 | Set 3 | Set 4 | Set 5 | Total     | Reporte |
| ----------- | ----- | -------- | ----- | -------------- | ----- | ----- | ----- | ----- | ----- | --------- | ------- |
| 20 de julio | 12:30 | Brasil   | 3 – 1 | Estados Unidos | 25-15 | 14-25 | 25-9  | 25-15 |       | 89 – 64   | P2      |
| 20 de julio | 15:00 | Polonia  | 3 – 2 | China          | 27-25 | 25-15 | 23-25 | 14-25 | 15-12 | 104 – 102 | P2      |

##### Partido por el 7.º y 8.º puesto
| Fecha       | Hora  | Equipo 1       | Res.  | Equipo 2 | Set 1 | Set 2 | Set 3 | Set 4 | Set 5 | Total   | Reporte |
| ----------- | ----- | -------------- | ----- | -------- | ----- | ----- | ----- | ----- | ----- | ------- | ------- |
| 21 de julio | 12:30 | Estados Unidos | 0 – 3 | China    | 20-25 | 19-25 | 20-25 |       |       | 59 – 75 | P2      |

##### Partido por el 5.º y 6.º puesto
| Fecha       | Hora  | Equipo 1 | Res.  | Equipo 2 | Set 1 | Set 2 | Set 3 | Set 4 | Set 5 | Total   | Reporte |
| ----------- | ----- | -------- | ----- | -------- | ----- | ----- | ----- | ----- | ----- | ------- | ------- |
| 21 de julio | 15:00 | Brasil   | 2 – 3 | Polonia  | 19-25 | 25-17 | 25-14 | 20-25 | 10-15 | 99 – 96 | P2      |

#### Clasificación1.eral 4.º puesto
- Sede: Auditorio Morelos, Aguascalientes.

|  | Semifinales | Semifinales |   |       | Final                     | Final |  |
|  |             |             |   |       |                           |       |  |
|  |             |             |   |       |                           |       |  |
|  | Japón       | 3           |   |       |                           |       |  |
|  | Rusia       | 2           |   |       |                           |       |  |
|  |             |             |   |       |                           |       |  |
|  |             |             |   |       |                           |       |  |
|  |             |             |   |       | Japón                     | 3     |  |
|  |             | Italia      | 2 |       |                           |       |  |
|  |             |             |   |       |                           |       |  |
|  |             |             |   |       |                           |       |  |
|  |             |             |   |       | Partido 3.er y 4.º puesto |       |  |
|  |             |             |   |       |                           |       |  |
|  | Italia      | 3           |   | Rusia | 3                         |       |  |
|  | Turquía     | 2           |   |       | Turquía                   | 1     |  |

##### Semifinales
| Fecha       | Hora  | Equipo 1 | Res.  | Equipo 2 | Set 1 | Set 2 | Set 3 | Set 4 | Set 5 | Total     | Reporte |
| ----------- | ----- | -------- | ----- | -------- | ----- | ----- | ----- | ----- | ----- | --------- | ------- |
| 20 de julio | 17:30 | Japón    | 3 – 2 | Rusia    | 18-25 | 26-24 | 25-13 | 18-25 | 15-12 | 102 – 99  | P2      |
| 20 de julio | 20:00 | Italia   | 3 – 2 | Turquía  | 19-25 | 24-26 | 25-21 | 25-16 | 18-16 | 111 – 104 | P2      |

##### Partido por el3.ery 4.º puesto
| Fecha       | Hora  | Equipo 1 | Res.  | Equipo 2 | Set 1 | Set 2 | Set 3 | Set 4 | Set 5 | Total    | Reporte |
| ----------- | ----- | -------- | ----- | -------- | ----- | ----- | ----- | ----- | ----- | -------- | ------- |
| 21 de julio | 17:30 | Rusia    | 3 – 1 | Turquía  | 25-22 | 26-28 | 25-19 | 29-27 |       | 105 – 96 | P2      |

##### Final
| Fecha       | Hora  | Equipo 1 | Res.  | Equipo 2 | Set 1 | Set 2 | Set 3 | Set 4 | Set 5 | Total     | Reporte |
| ----------- | ----- | -------- | ----- | -------- | ----- | ----- | ----- | ----- | ----- | --------- | ------- |
| 21 de julio | 20:00 | Japón    | 3 – 2 | Italia   | 23-25 | 21-25 | 25-20 | 25-19 | 15-12 | 109 – 101 | P2      |

## Clasificación final
| Pos.              | Equipo               |
| ----------------- | -------------------- |
| Medalla de oro    | Japón                |
| Medalla de plata  | Italia               |
| Medalla de bronce | Rusia                |
| 4                 | Turquía              |
| 5                 | Polonia              |
| 6                 | Brasil               |
| 7                 | China                |
| 8                 | Estados Unidos       |
| 9                 | Serbia               |
| 10                | México               |
| 11                | Argentina            |
| 12                | Perú                 |
| 13                | República Dominicana |
| 14                | Cuba                 |
| 15                | Egipto               |
| 16                | Ruanda               |

| Japón Campeón 1.º título |
| Plantel |
| Miyu Nakagawa, Nichika Yamada, Mayu Ishikawa (c), Shion Hirayama, Yuki Nishikawa, Haruna Soga, Ameze Miyabe, Ayaka Araki, Minami Nishimura, Rena Mizusugi, Kanon Sonoda, Tsukasa Nakagawa |
| Entrenador |
| Aihara Noboru |

## Premios individuales
- Jugadora más valiosa (MVP) – Mayu Ishikawa ( Japón)
- Mejor armadora – Tsukasa Nakagawa ( Japón)
- Mejores atacantes – Haruna Soga ( Japón) y Mayu Ishikawa ( Japón)
- Mejores centrales – Yulia Brovkina ( Rusia) y Merve Atlier ( Turquía)
- Mejor opuesta – Ruth Terry Enweonwu ( Italia)
- Mejor líbero – Feifan Ni ( China)